# Димитър Амбарев
Димитър Амбарев е православен свещеник, виден български антикомунист, политически затворник и активист за човешки права.

## Биография
Димитър Амбарев е правнук на съратника на Левски свещеник Стефан Бозов от Казанлък. Роден е на 11 септември 1944 г. в гр. Пловдив. Основно образование придобива в родния си град, след което учи в семинарията в Черепиш и в Софийската духовна семинария „Св. Йоан Рилски“. Завършва висше богословско образование в Духовната академия „Св. Климент Охридски“. На 25 декември 1970 г. е ръкоположен за дякон от митрополит Варлаам, а на следващия ден и за свещеник. Служи в Преображенския манастир, храм „Св. Атанасий“, с. Куклен, храм „Св. Богородица“, с. Широка лъка, храм „Св. Кирил и Методий“, с. Устина, в 1992-1993 е протосингел на Ловчанска митрополия, а от 1994 г. - енорийски свещеник в храм „Св. Петка“ - стара в София, където служи до пенсионирането си. През 2002 г. е награден с офикия „иконом“.
През 1975 г. заради изказване, което е засечено от комунистическата власт е арестуван и обвинен, че иска да взриви паметника на Альоша в Пловдив. Осъден е на 5 години затвор, където се разболява от диабет, което по-късно става причина да ампутират крака му. През 1984 г. най-сетне получава съдебна реабилитация.
През 1988 г. е поканен от отец Топузлиев за съучредител на Дружеството за защита правата на човека в България, но не се присъединява явно за да не навреди на начинанието заради присъдата, която има. В 1989 г. е съучредител на Комитета за защита на религиозните права, свободата на съвестта и духовните ценности заедно със свещениците Благой Топузлиев, Христофор Събев и др. Същата година по време на майските събития е пълномощник на Независимото дружество за правата на човека с председател Илия Минев и се обявява в защита на правата и на мюсюлманите в България.
През 1989 г. става и съучредител на СДС и е говорител на Независимото дружество за защита правата на човека. Отец Амбарев е свещеник в Града на истината през 1990 г. Започналите вътрешни борби и подозренията му към много от т.нар. „сини“ политици за причастност към бившия режим го отблъскват от тези среди.
Участието му в документалния филм на Малина Петрова „Приключено по давност“ от 2008 г. допълва картината на конспиративност и тревога в БКП/БСП по време на инсценираното от самите комунисти палеж на Партийния дом и част от партийните архиви пазени там през 1990 г.
По време на „разкола“ в БПЦ остро критикува висшия клир за обвързаността му с комунистическия режим и специалните служби, нравствената развала и слабост на владиците, но никога не изменя на канонично дължимото пред епископата, не нарушава устава на БПЦ и остава докрай в нея. Известна е непримиримостта на упреците му към арогантното поведение и ламтежи на Пловдивския митрополит Николай.
Той е автор на отвореното писмо до президента Росен Плевнелиев от 2012 г., в което го призова за официално поклонение пред Мемориала на жертвите на комунизма на 1 февруари – церемония, която вече три години традиционно се спазва от президентството.
След смъртта на варненския митрополит Кирил Варненски през 2013 г. отец Амбарев е първият, който публично заявява, че вероятно това е убийство, в което по един или друг начин е замесен кръга около Николай и хора в църквата с хомосексуална ориентация.
Отец Амбарев участва активно и в антиправителствените протести през лятото на 2013 г. Макар с ампутиран крак и в тежко здравословно състояние, въпреки заплахите за безредици и полицейско насилие той идва и благославя протестиращите пред народното събрание в София на рождения ден на Левски 18 юли 2013 г.
Участва в протестите срещу претенциите на мюфтийството към Карлово, изпълнява многолетствие на митинга в града и подарява на Карлово икона на Света Богородица и обвиняна пловдивския митрополит в национално предателство заради пасивната му позиция.
Включва се активно и в демонстрациите срещу разрешаване на продажбата на българска земя на чужденци.

## Смърт
След кратко боледуване на 2 юли 2014 г. в София умира от разсейки на тумор на белите си дробове в реанимацията на болница „Пирогов“. Опелото със съдействието Светия синод на БПЦ става на 5 юли 2014 г. в столичния храм „Света София“. Погребан е на следващия ден в родния му град Пловдив.

## Мисли
За съвременните политици той споделя:
| „ | Българските политици са продукт на своето време, тоест на комунизма. Те са отгледани в люлката на Георги-Димитровия комсомол... Днешните ни политици са воювали срещу християнските ценности и е печално, че сега църквата е в плен точно на тези псевдовярващи. Никой не може да ме убеди, че те се водят от християнските нравствени принципи. Ако това не беше вярно, нямаше да има толкова много гладни, мизерстващи, ограбени и ощетени хора. Управляващите мислят само за трупането на материални богатства, а за духовното спасение забравят. | “ |

За опитите за ислямизация на българските селища той заявява на митинг в Карлово:
| „ | Аз съм представител на Дружеството за защита правата на човека, първата организация в България, която се изправи в защита на правата на българските мюсюлмани още преди 10 ноември 1989 година, тогава, когато техните права бяха погазени. Днес, в Карлово ние не искаме етническа и религиозна омраза, не ни натрапвайте това, но в Карлово, до къщата на Апостола на Свободата, на 20 метра от площад „20 юли“, никога няма да пее мюезин! | “ |